# Diana Peterfreund
Diana Peterfreund (20 de janeiro de 1979, Tampa, Florida) é uma autora norte-americana, conhecida pelas colecções literárias Secret Society Girl e Killer Unicorns.

## Biografia
Diana Peterfreund cresceu perto de Tampa, Flórida, onde trabalhou como estilista, modelo de capa de livro e crítica gastronómica antes de se formar na Universidade de Yale em 2001 com especialização dupla em literatura e geologia. Reside com o marido e as filhas perto de Washington, DC.

## Obras

### Secret Society Girl
O primeiro livro de Diana Peterfreund, Secret Society Girl: An Ivy League Novel (traduzido para Sociedade Secreta de Raparigas em Portugal), detalha o segundo semestre do primeiro ano de Amy "Bugaboo" Haskell na Universidade de Eli, um clone velado da Universidade de Yale, após a personagem principal ter sido escolhida para integrar a Rose & Grave, uma sociedade secreta que abre as suas portas para as mulheres pela primeira vez. A autora utilizou a sua própria experiência em Yale como base para as aventuras de Amy em Eli. O New York Observer descreveu o livro como "espirituoso e cativante", e a Booklist descreveu-o como "frívolo, mas divertido de ler". Três outros livros foram lançados na série, narrando o último ano de Amy.
Em Under the Rose, Amy descobre vários escândalos que podem fazer ruir os alicerces da sociedade Rose & Grave: uma colega "Diggirl" parece estar a fornecer informações confidenciais a um não-membro para derrubar a sociedade por dentro, enquanto vários membros e ex-Diggers do sexo masculino formam uma ramificação do "old boys' club" da Rose & Grave.
Ansiosos por escapar da ira da sociedade rival no campus, Amy e os Cavaleiros são levados para a ilha particular da Rose & Grave, na costa da Flórida, em Rites of Spring (Break). Além de lidar com um patriarca caído em desgraça e escondido na ilha após as consequências dos escândalos do volume anterior, Amy e seus amigos são vítimas de acidentes cada vez mais graves – enquanto a sua protagonista se aproxima do patriarca que a traiu.
De volta ao campus no volume Tap & Gown, Amy se prepara para a formatura enquanto tenta conciliar as notas dos seus estudos e selecionar uma nova discipula para a sociedade. Telefonemas perturbadores só aumentam o estresse de Amy quando a sua possível candidata apresenta lacunas no seu currículo - e um passado misterioso que inclui o novo namorado de Amy.

### Morning Glory
Morning Glory é uma novelização do filme Morning Glory de 2010, escrito por Aline Brosh McKenna e estrelado por Harrison Ford, Rachel McAdams e Diane Keaton. Como McKenna já havia adaptado The Devil Wears Prada, de Lauren Weisberger, Peterfreund "tentou pensar em como ela havia traduzido o livro para o seu meio, mas ao contrário".

### Killer Unicorns
Diana Peterfreund escreveu dois romances completos e três contos sobre ou como lidar com unicórnios assassinos. Estes são Rampant, Ascendant, Errant em Kiss Me Deadly: 13 Tales of Paranormal Lore, The Care and Feeding of Your Baby Killer Unicorn em Zombies vs. Unicorns, e On a Field, Sable in Eternal Spring. Errant, The Care and Feeding of Your Baby Killer Unicorn e On a Field, Sable são histórias independentes no universo Killer Unicorn, enquanto Rampant e Ascendant devem ser lidos nessa ordem.

## Publicações

### Secret Society Girl
- Secret Society Girl (2006)
- Under The Rose (2007)
- Rites of Spring (Break) (2008)
- Tap & Gown (2009)

### Killer Unicorns
- Rampant (2009)
- Ascendant (2010)
- Errant, a short story in Kiss Me Deadly: 13 Tales of Paranormal Lore (2010)
- The Care and Feeding of Your Baby Killer Unicorn, a short story in Zombies vs. Unicorns (2010)
- On a Field, Sable, a short story in Eternal Spring: A Young Adult Short Story Collection (2012)

### Stars
- For Darkness Shows the Stars (2012)
- Across a Star-Swept Sea (2013)
- Among the Nameless Stars (2013)
- The First Star to Fall (2013)

### Omega City
- Omega City (2015)
- Omega City: The Forbidden Fortress (2017)
- Omega City: Infinity Base (2018)

### Outras publicações
- Morning Glory (2010)

### Contos
- Stray Magic, publicado em Under My Hat - Tales from the Cauldron (agosto de 2012,ISBN 978-1-4714-0013-1 )

### Ensaios
- The World of the Golden Compass: The Otherworldly Ride Continues (2007)
- Through the Wardrobe: Your Favorite Authors on C. S. Lewis's Chronicles of Narnia (2008)
- Everything I Needed to Know About Being a Girl I Learned From Judy Blume (2009)
- Mind-Rain:Your Favorite Authors on Scott Westerfeld's Uglies Series (2009)